# ちらし寿司

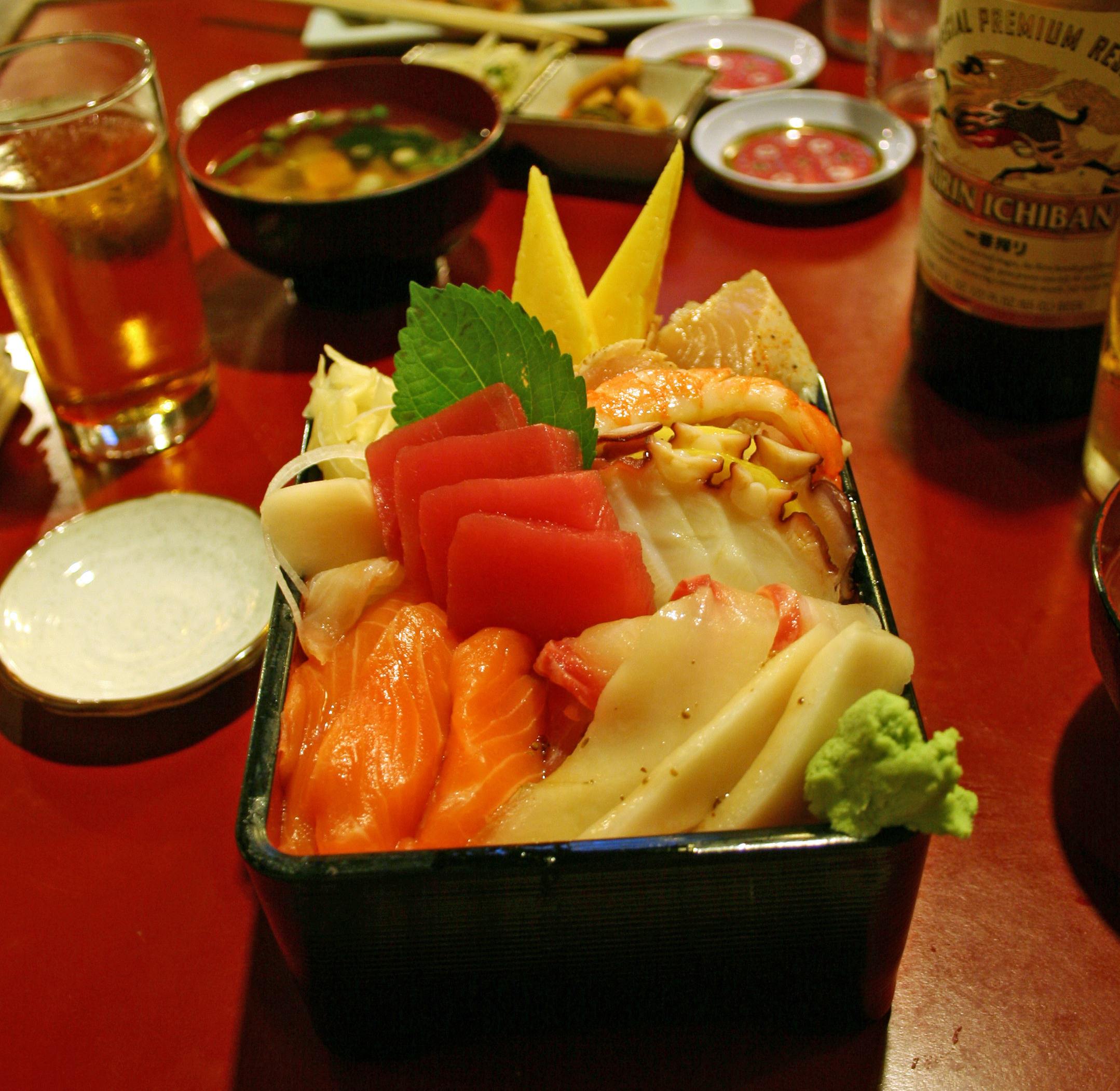
江戸前ちらし

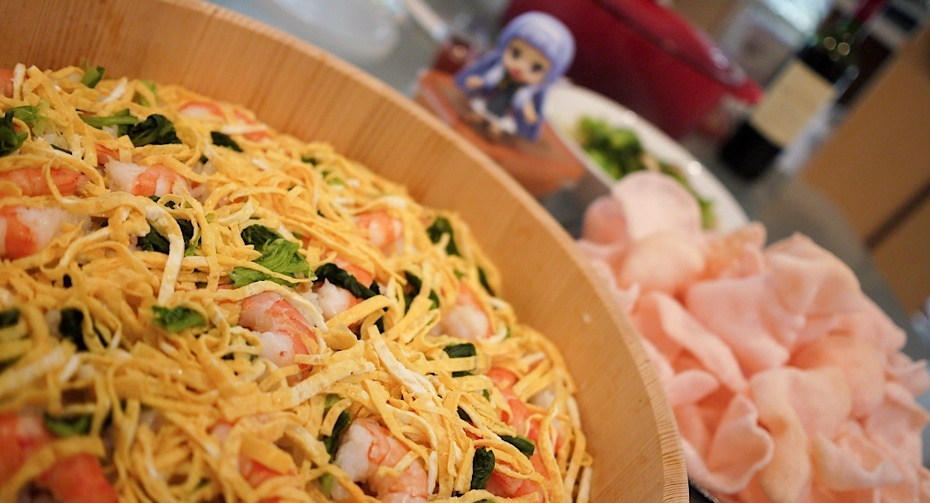
五目ちらし

ちらし寿司、散らし寿司（ちらしずし）は、酢飯に多種類の具材を合わせて作る寿司の一種である。
語源は文字通り、寿司飯の中、あるいは上に様々な具を「散らす」という意味で、単に「ちらし」と呼ばれることもある。
江戸前寿司においては、白い酢飯の上に、にぎり寿司に用いる寿司種を並べたものを指すが、関東周辺以外の地域では一般に、酢飯に調味した具材を混ぜ込み、錦糸卵や海苔などで飾り付けを施したものをちらし寿司と称する。
酢飯の中に何も混ざっていないのが「ちらし寿司」、酢飯に様々な具材を混ぜたものが「五目寿司」と説明されることもあるが、地域や世代によって呼び分けは異なり正式な定義ではない。
発祥は鎌倉時代に起源を持つとされる「五目ちらし寿司」のほうが古く、「江戸前のちらし寿司」は江戸時代後期に寿司職人の賄い飯として誕生したと言われている。
本項では、生魚を用いる江戸前のちらし寿司と、寿司飯に具を混ぜ込んで作るちらし寿司の両方について扱う。

## 江戸前ちらし・生ちらし・吹き寄せちらし
江戸前にぎり寿司からの派生として明治以降に普及した料理である。生ちらし、吹き寄せちらしとも呼ばれる。酢飯ではない飯を使用したものは一般に海鮮丼と呼ぶという説がある一方、酢飯の上に海鮮を乗せたものを海鮮丼として提供する寿司店も存在し、両者名称の使い分けは曖昧である。
使用するタネは、マグロ、白身、光り物、アカガイ、イカ、エビ、タコ、イクラ、ウニ、アナゴなどの魚介類と、卵焼き、干瓢、シイタケ、オボロ、ガリなど寿司の素材に用いられるものが一般的で、ワサビを添えることが多い。
醤油を使う場合は全体にかけず、手塩皿に取って食べるのが作法とされる。これは用いられる種の多くが酢締めや煮しめなど江戸前寿司の仕事を施されたものであるため、素材によって適切な味付けが異なるためである。

### ばらちらし

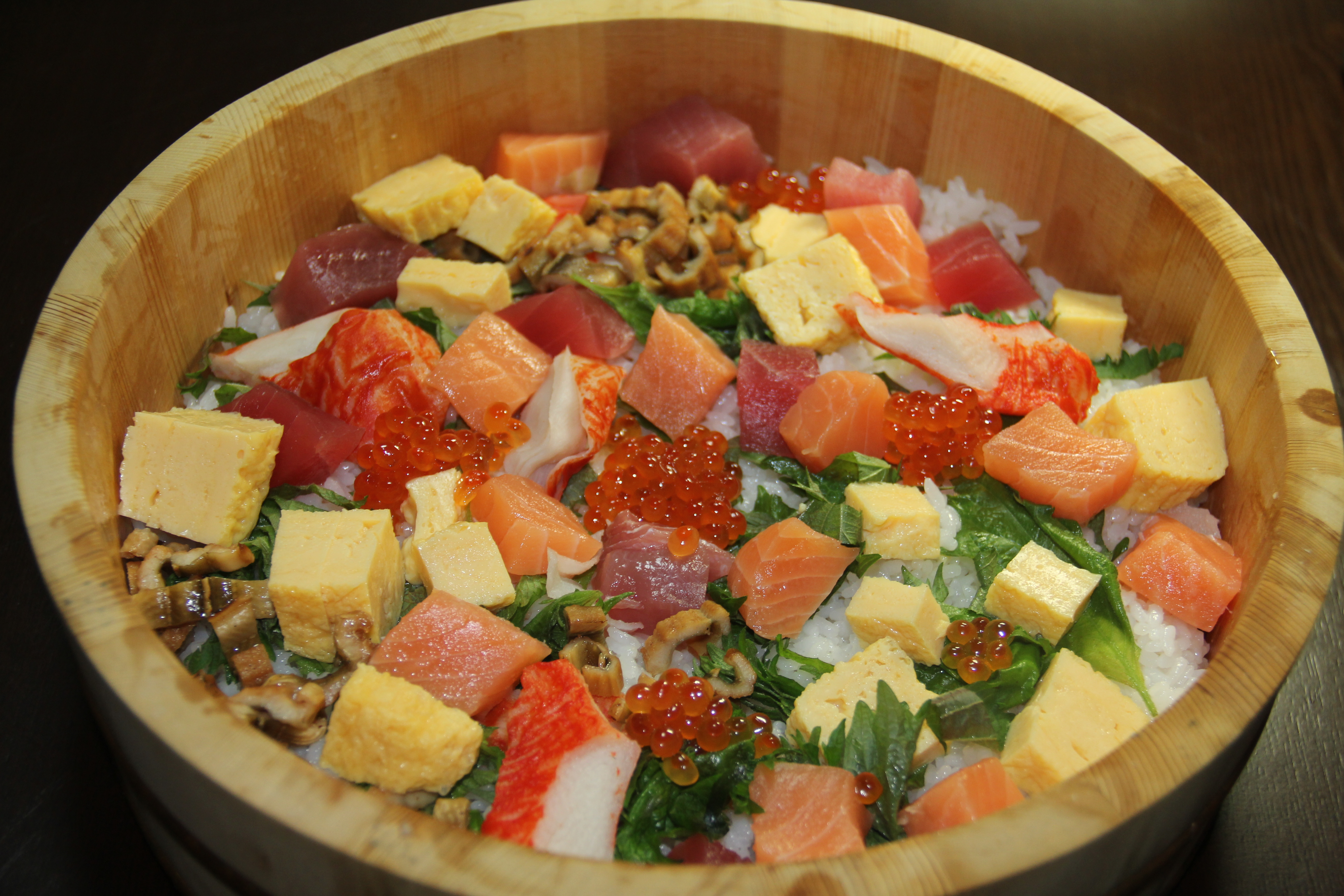
ばらちらし

江戸前ちらしが主流の地域では、酢飯の上に細かく切った寿司種や生魚をランダムに配置する盛り付けのことを「ばらちらし」と呼ぶことがある。後述する「ばら寿司」とは異なるものであるため注意が必要である。

### づけあなちらし

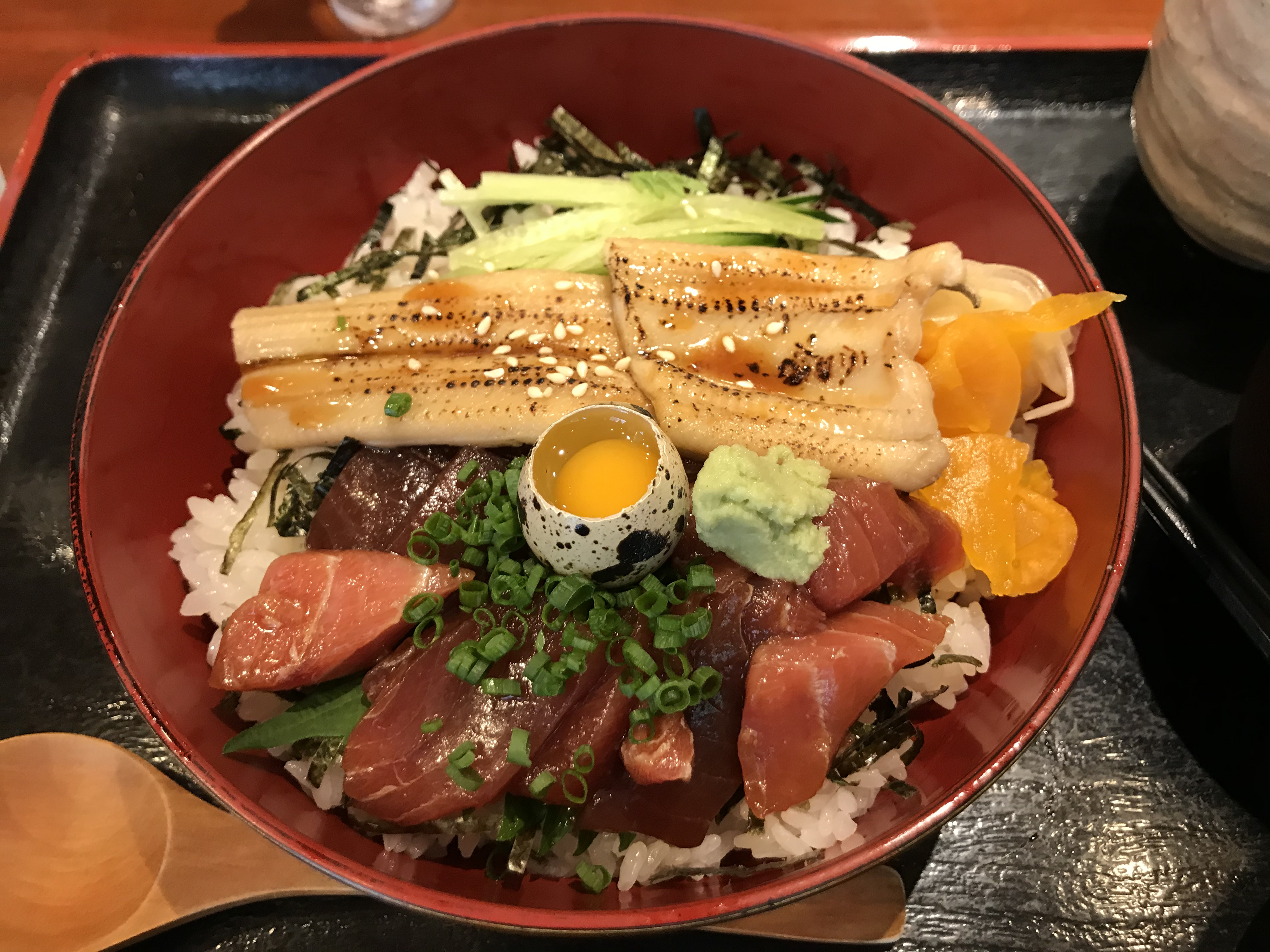
づけあなちらし

づけあなちらしは、銀座の寿司店によって考案された新作料理。酢飯には細かく切ったイカ、タコ、エビ、玉子焼き、イクラなどの具材が混ぜ込まれ、上にはマグロの漬けと煮穴子、ウズラの生卵などが載る。

## 五目寿司・ばら寿司・混ぜ寿司・五目ちらし

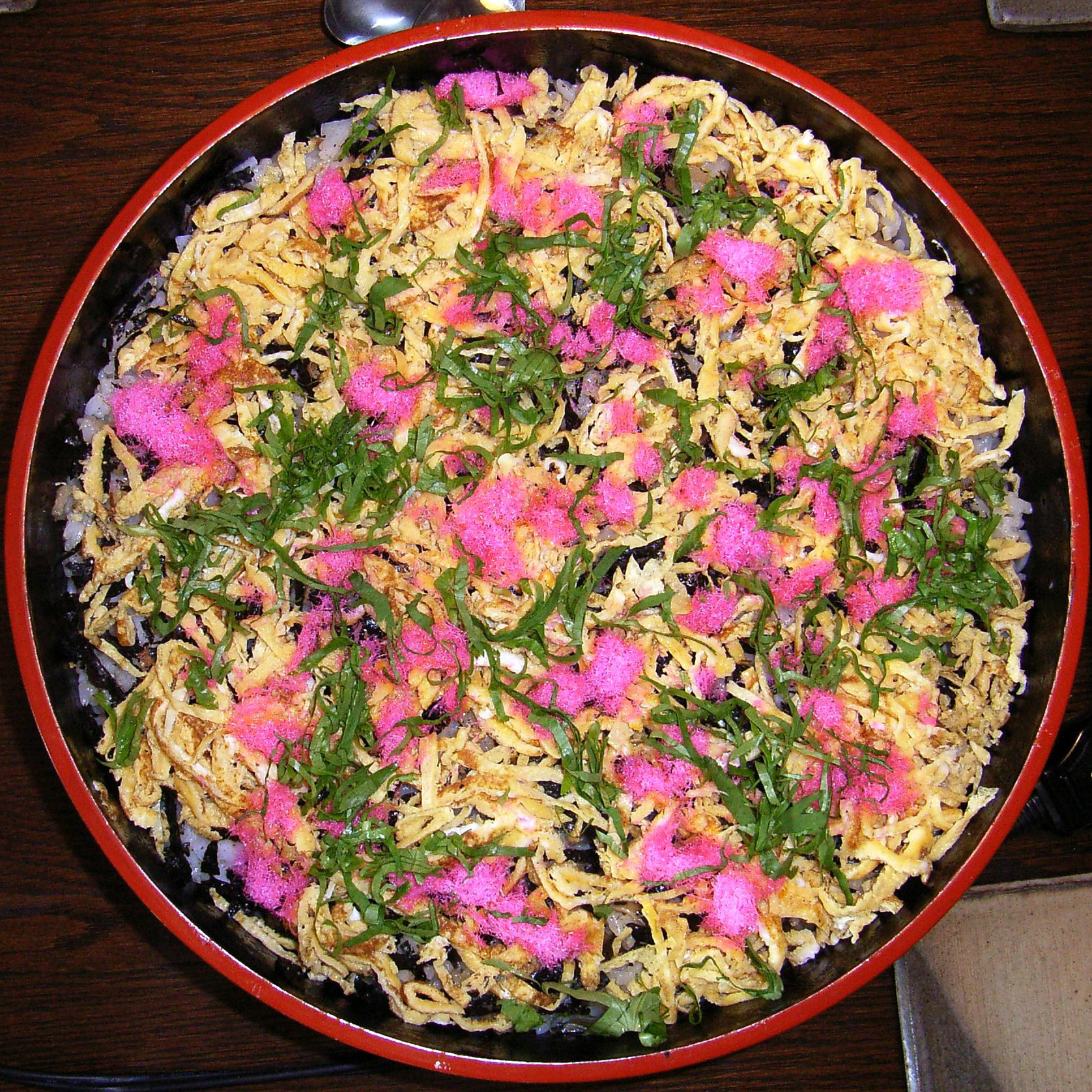
ばら寿司

東京発祥の、握り寿司の種として用いる生魚などを寿司飯の上に並べたものを関東ではちらし寿司と呼んでいるが、それ以外の地域では以下の料理をちらし寿司と呼ぶ。
古くから日本各地で家庭料理として作られており、「五目ずし」「ばら寿司」など異称は多い。
雛祭りなど、祝い事の際に食べられる事も多く、単に「お寿司」と言えばこのタイプのちらし寿司を指す地域もある。江戸前ちらしと区別するために、「五目ちらし」という名称が使用されることもある。
酢飯の中に混ぜ込む具として、一般に干し椎茸や干瓢の煮しめなどをベースに、茹でたニンジン、酢蓮根、筍、竹輪や蒲鉾、甘く煮しめた油揚げや高野豆腐など、地域・家庭ごとに多様な具が用いられる。これらの具を混ぜ込んだのち、茹でた蛸・海老、焼穴子などを載せ、田麩、茹でて刻んだ絹莢や隠元、錦糸玉子、刻み海苔、ガリまたは紅生姜などをあしらう。さらには木の芽や菜の花、ふきのとうなどで季節感を出す工夫も可能である。リンゴ、ミカン、サクランボなどの果物を載せる場合もある。
この種の寿司を「ちらし寿司」と呼ぶ地域では、前述の白い酢飯を使用する江戸前ちらしはあまり一般的ではなく、「生ちらし」などの名称で区別して呼ばれることもある。また、店や地域によっては混ぜ寿司の上に生魚を載せる例もある。
生魚を使用しないこの種のちらし寿司は、冬場にはしばしば蒸し寿司（ぬくずし）として供される。

### ちらし寿司の素
家庭向けの商品として、1970年代後半から市販されている。調味液に浸された椎茸、干瓢、油揚げ、にんじんなど調理済み具材の瓶詰めあるいはレトルト製品で、白飯に混ぜるだけで基本となる酢飯ができる。これにキヌサヤやインゲン、錦糸玉子、刻み海苔などを飾り付ければちらし寿司が作れるほか、五目いなりの素材としても重宝される。容易で手軽に作れるため、家庭では雛祭りなどの御馳走、あるいは祭礼などハレの日の手作り料理として親しまれている。
- 五目寿司のたね - 桃屋
- 五目ずしの素 - パルシステム
- 五目ちらし - ミツカン
- すし太郎 - 永谷園

### 岡山のばら寿司
岡山寿司、岡山ばらずし、備前ばら寿司、祭ずし（商品名）などとも呼ばれる。
「ばら寿司」は古くから西日本全域で使用されている名称であるが、岡山のものは具材が大きく品目数も多いのが特徴である。この寿司の成立は、江戸時代の岡山城下とされる。
地域や季節によって内容が変わるものの、基本的に椎茸や干瓢の煮しめなどの少量の切った具を混ぜ込んだ酢飯を作り、その上に錦糸玉子を敷き、さらにその上に茹でニンジン、酢蓮根、さやえんどう、ちくわ、かまぼこ、田麩、高野豆腐、殻付のエビ、焼穴子、茹でたタコ、煮付けたイカや藻貝（サルボウガイ）、アゲマキガイ、サワラやママカリの酢漬けなどの具材を大きめに切って敷き詰める。
岡山のばら寿司の誕生には、質素倹約を奨励した備前岡山藩藩主の池田光政が、汁物以外に副食を一品に制限する「一汁一菜令」を布告したことが背景にあると言われている。特別な日のために、見た目は一汁一菜だが、中にはたくさんの具が入ったごちそうである「ばらずし」を考えた。これは特徴的な寿司の制作過程に反映されており、当時は寿司種を器（寿司桶）の底に敷き、それらを酢飯で覆い隠すことで粗食を装い、食事の直前に器をひっくり返して食卓を飾ったという。
池田光政の命日である6月27日は、「ちらし寿司の日」として日本記念日協会に登録されている。

#### どどめせ
備前福岡には、「どどめせ」という岡山ばら寿司のルーツとされる料理がある。発祥は鎌倉時代といわれ、炊き込みご飯に酢酸発酵の進んだどぶろくを加えたのが始まりとされる。

### 各地のちらし寿司
- 大村寿司 - ちらし寿司を木型で押し固めた長崎県大村市の郷土料理。室町時代の発祥とされる。
- 松山鮓 - 愛媛県松山市の名物。
- 丹後ばら寿司 - 京都府北部の地域料理。サバの缶詰を用いるのが特徴。
- 須古寿し - 押し固めた酢飯にムツゴロウの蒲焼などを飾り付けた佐賀県白石町の郷土料理。